# Arabidopsis suecica
Arabidopsis suecica é uma espécie de plantas nativa do norte da Europa, que se originou por hibridação das espécies Arabidopsis thaliana e Arabidopsis arenosa.

## Descrição
É uma planta com 14 a 40 cm de altura de flores actinomorfas de 4 pétalas brancas com a base e sépalas amarelas, que dão frutos com forma de vagem comprida. As folhas são alternas quase sem pecíolo no caule, e na base tem folhas em roseta pecioladas, que sobrevivem ao Inverno. Cresce sobretudo em afloramentos rochosos e pátios.

## Genética
A. suecica é um alopoliploide com 26 cromossomas (2n=26) que compreende dois conjuntos de cromossomas procedentes das plantas que lhe deram origem por hibridação, que são  10 cromossomas da espécie diploide A. thaliana (2n=2x=10) e 16 da espécie tetraploide A. arenosa (2n=4x=32, também chamada Cardaminopsis arenosa). A origem parental dos cromossomas da. suecica foi demonstrada por sequenciação de ADN e hidridação in situ.
Estudando loci microsatélites nucleares estimou-se que a espécie foi criada por hibridação há pouco tempo, entre 13.000 e 300.000 anos, certamente mais a sul do que nas zonas do norte da Escandinávia onde vive, e depois colonizou o norte quando os gelos se retiraram em decorrência da glaciação.
Comprovou-se o nível de variações genéticas nesta planta e nas suas plantas parentais e o menor nível dá-se na A. suecica e o maior na A. arenosa, enquanto que a A. thaliana possui valores intermédios. A suecica só tinha 16 fenótipos no polimorfismo estudado e a maioria da variação produzia-se entre populações, pelo que se acredita ser autógama na natureza.